# Vulpe de prerie
Vulpea de prerie (Vulpes velox) este o vulpe mică de culoare portocalie-alutacee deschisă cu dimensiunea apropiată de cea a pisicii domestice, găsită pe pajiștile vestice ale Americii de Nord, precum cele din Montana, Colorado, New Mexico, Kansas, Oklahoma și Texas. Trăiește și în sudul provinciilor Manitoba, Saskatchewan și Alberta din Canada, unde a fost anterior extinctă la nivel local⁠(en)[traduceți]. Este strâns înrudită cu vulpea cu urechi lungi⁠(en)[traduceți] (V. macrotis), iar unii mamalogi le clasifică drept conspecifice⁠(en)[traduceți]. Totuși, sistematica moleculară sugerează că cele două specii sunt distincte. Are loc împerechere între cele două specii acolo unde arealurile acestora se suprapun (estul statului New Mexico și vestul statului Texas), dar această hibridare se petrece pe o suprafață destul de restrânsă.
Vulpea de prerie trăiește în principal în prerii cu iarbă scurtă și în deșerturi. A devenit aproape extinctă prin anii 1930 din cauza unui program de menținere sub control a prădătorilor, dar a fost ulterior reintrodusă cu succes. Starea de conservare actuală decisă de Uniunea Internațională pentru Conservarea Naturii este cea de specie neamenințată cu dispariția, datorită populațiilor stabile din alte părți.
La fel ca majoritatea canidelor, vulpea de prerie este omnivoră, dieta sa incluzând graminee și fructe, precum și mamifere mici, hoituri și insecte. În sălbăticie, speranța sa de viață este de 3 până la 6 ani. Se înmulțește o singură dată pe an, de la sfârșitul lunii decembrie până în martie, în funcție de regiunea geografică. Puii se nasc oricând în martie până la mijlocul lunii mai și sunt înțărcați la vârsta de șase până la șapte săptămâni.

## Descriere

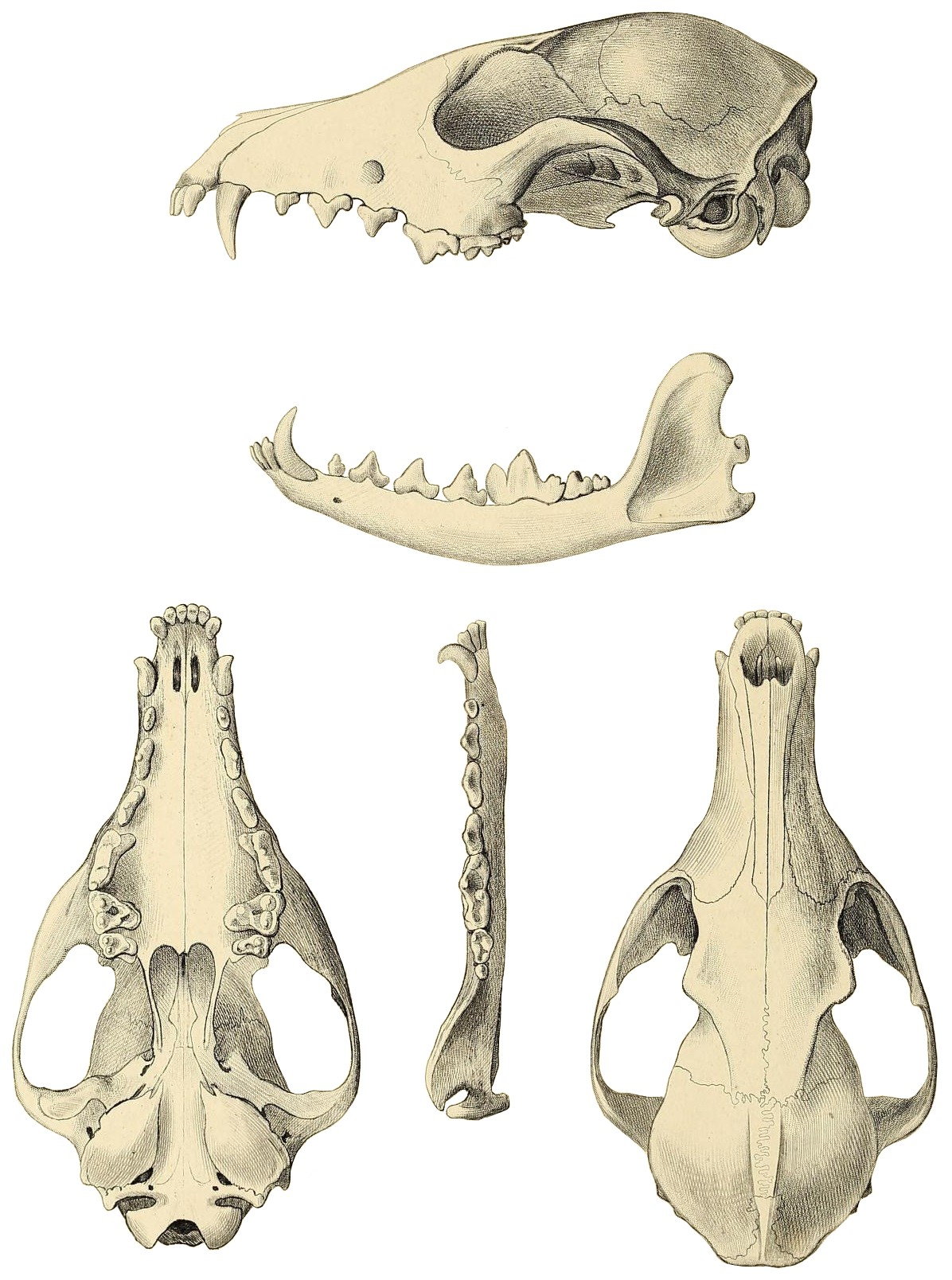
Craniu

Vulpea de prerie are un colorit alutaceu închis la culoare, cu tentă cenușie, care devine o culoare alutacee gălbenie de-a lungul părților laterale și picioarelor. Culoarea pântecului, pieptului și a părții din față a gâtului variază de la galben pal la alb. Vârful cozii este negru, iar botul are petice de culoare neagră. Urechile sunt remarcabil de mari, precum cele ale vulpii cu urechi lungi⁠(en)[traduceți], însă sunt situate ceva mai depărtate una de cealaltă decât pe capul celei din urmă. Are în jur de 30 cm în înălțime și 79 cm în lungime de la cap până la coadă, mărimea sa fiind asemănătoare cu cea a unei pisici domestice. Greutatea sa variază de la circa 2,2 kg până la 3,1 kg. Masculii și femelele au aspect asemănător, însă masculii sunt puțin mai mari.

## Răspândire și habitat
Vulpea de prerie trăiește în periferii cu iarbă scurtă și pe pajiști vestice. Își face vizuina în sol nisipos din periferii deschise, pe câmpuri arate sau de-a lungul gardurilor. Este nativă în regiunea Marilor Câmpii din America de Nord, iar arealul său se extinde în nord până în partea sudică a provinciilor Alberta și Saskatchewan, Canada, pe când în sud până în Texas. Acesta se întinde din vestul statului Iowa până în Colorado, Kansas, Wyoming, Nebraska și Montana.

## Stare de conservare
Vulpea de prerie a fost cândva o specie sever pe cale de dispariție din cauza programelor de menținere sub control a prădătorilor din anii 1930 care vizau în principal lupul cenușiu și coiotul. Până în 1938, specia era extinctă la nivel local⁠(en)[traduceți] în Canada, dar un program de reintroducere început în 1983 a reușit să stabilească cu succes populații mici în sud-estul provinciei Alberta și sud-vestul provinciei Saskatchewan, în ciuda faptului că nu mulți indivizi reintroduși nu supraviețuiesc primului lor an în sălbăticie. Cu toate acestea, până în 1996 540 de vulpi au fost eliberate pe la zonele graniței Alberta-Saskatchewan și Culmeii Milk River⁠(en)[traduceți], zone care au făcut cândva parte din arealul nativ original al acestei specii. Patru ani mai târziu, numărul acestor vulpi introduse s-a triplat, făcând ca programul să fie unul dintre cele mai de succes programe de reintroducere a unei specii pe cale de dispariție. În mai 1999, Species at Risk Act⁠(en)[traduceți] a listat vulpea de prerie drept specie pe cale de dispariție în Canada, oferindu-i speciei mai multă protecție pentru a se putea extinde. O populație mică, dar stabilă și crescândă continuă să trăiască în libertate în regiunile sud-estice ale provinciei Alberta, precum și regiunile sud-vestice ale provinciei Saskatchewan. Planul național canadian al strategiei de recuperare a fost revizuit în 2008 de către Echipa Națională de Recuperare a Vulpii de Prerie („National Swift Fox Recovery Team”), cu prevederi al unui obiectiv de durată lungă ca până în 2026 să se „refacă o populație de vulpii de prerie care să se susțină de una singură formată din 1.000 sau mai multe vulpi reproducătoare, mature, care nu experimentează o reducere de mai mult de 30 % din populație în orice perioadă de 10 ani.
Efectivul exact al populației vulpii de prerie este necunoscut, dar se cunoaște faptul că specia populează în prezent doar aproximativ 40 % din arealul său total din trecut. În afara populațiilor sale din Canada, există populații de vulpi de prerie și în SUA, care să găsesc din Dakota de Sud până în Texas. În 995, U.S. Fish and Wildlife Service⁠(en)[traduceți] a stabilit că acestei vulpi îi se justifică o clasificare periclitată, dar alte specii cu prioritate mai mare au împiedicat listarea acesteia ca atare. Asta a determinat agențiile de stat preocupate de viețuitoarele sălbatice să înființeze Echipa de Conservare a Vulpii de Prerie („Swift Fox Conservation Team”), care a lucrat la implementarea de programe mai bune de gestionare și monitorizare a vulpii de prerie. Populațiile din SUA sunt stabile în partea centrală a arealului species; vulpea de prerie nu este considerată periclitată în SUA. Uniunea Internațională pentru Conservarea Naturii o clasifică drept specie neamenințată cu dispariția.

## Comportament și ecologie

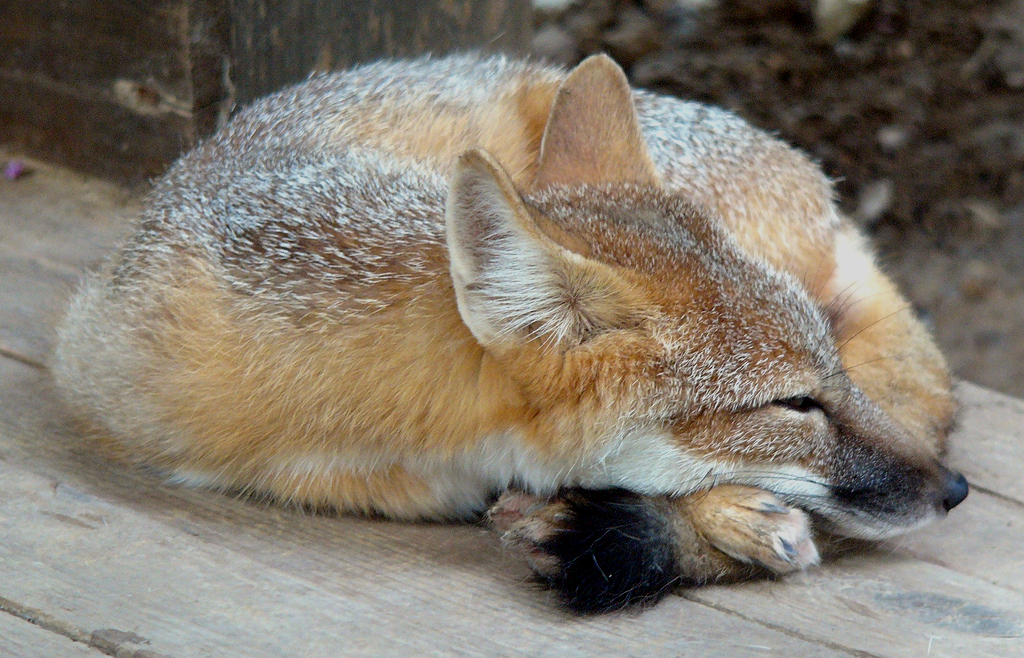
Vulpe de prerie odihnindu-se în timpul zilei la o grădină zoologică

În sălbăticie, vulpea de prerie trăiește de obicei 3–6 ani, dar poate trăi până la 14 ani în captivitate. Este în principal nocturnă, vara petrecându-și numai serile și nopțile la suprafață. Activitățile din timpul zilei se limitează de obicei la vizuină, dar s-a întâmplat să petreacă la suprafață perioada amiezii calde în timpul iernii. Din cauza condițiilor aspre ale iernii de acolo unde poate fi găsită vulpea de prerie, există o creștere în rata mortalității. Vulpea de prerie este mult mai dependentă de vizuină decât alte canide din America de Nord, folosind-o ca adăpost de alți prădători. Aceste vizuini sunt de obicei galerii de circa doi până la patru metri în lungime. Vulpea de prerie fost văzută alergând foarte repede, cu o viteză de peste 50 km/h sau de până la circa 60 km/h. Coiotul este prădătorul principal al vulpii de prerie, dar acesta alege din când în când să nu consume vulpea de prerie, ucigând-o mai des din cauza concurenței decât pe post de pradă. Printre prădători se mai numără bursucul american⁠(en)[traduceți], acvila de munte și râsul roșu. De asemenea, vulpea de prerie este vulnerabilă la a fi prinsă în capcană, la otrăvire și la moartea pe șosele.

### Reproducere
Vulpile de prerie constituie o specie monogamă social⁠(en)[traduceți], însă au fost observate mai multe strategii de împerechere și înmulțire. Sezonul reproductiv⁠(en)[traduceți] al vulpii de prerie adulte diferă în funcție de regiune. În sudul Statelor Unite se împerechează în perioada decembrie–februarie, iar puii se nasc din marte până la începutul lunii aprilie, în timp ce în Canada sezonul de reproductiv începe în martie, iar puii sunt născuți în mijlocul lunii mai. Vulpea de prerie mascul se maturizează și se poate împerechea la vârsta de un an, pe când femela de obicei așteaptă cel de-al doilea an al ei înainte să se împerecheze. Adulții trăiesc în perechi, și, deși unii indivizi se împerechează pe viață, alții își aleg un partener diferit în fiecare an. Gestație durează în jur de 51 de zile, rândul de pui constând în patru până la cinci pui.
Vulpea de prerie are numai un singur rând de pui pe an, dar poate ocupa până la treizeci de vizuini într-un singur an, mutându-se pentru că prada este rară sau pentru că se acumulează paraziți de piele în vizuină. Puii se nasc în vizuină și în general rămân aici timp de aproximativ o lună. Urechile și ochii unui nou-născut rămân închise vreme de zece până la cincisprezece zile, acest lucru făcându-l în acest timp dependent de mamă pentru protecție și mâncare. În general, puiul este înțărcat la vârsta de în jur de șase până la șapte săptămâni și rămâne cu părinții până în toamnă. Activitatea recentă de cercetare a concluzionat că organizarea socială a vulpii de prerie este neobișnuită printre canide deoarece se învârte în jurul femelelor. Femelele mențin teritorii tot timpul, dar masculii pleacă altundeva dacă femela stabilită în zonă este omorâtă sau eliminată.

### Dietă
La fel ca majoritatea vulpilor, vulpea de prerie este omnivoră. Iepurii, șoarecii, veverițele de pământ, păsările, insectele, alte artropode, șopârlele, amfibienii, peștii și ouăle constituie alimente de bază. Gramineele și fructele îi completează dieta.